# 真野湾
真野湾（まのわん）は新潟県佐渡島西岸にある湾。南西方向に開け、日本海に面している。
台ヶ鼻と田切須埼を結ぶ線が湾口であり、湾口幅約6.8km、奥行き約7.8kmである。海岸は長石浜や雪の高浜などの砂浜が多く、砂丘も見られる。流入している大きな河川としては国府川がある。湾内は浅く岩礁も多いため、避泊に適していないとして新潟海上保安部は注意を喚起している。海岸部には、真野新町や河原田諏訪町などの市街地がある。湾内には複数の港があり、湾の北西岸の二見港には相川火力発電所が整備されている。

全景

## ギャラリー

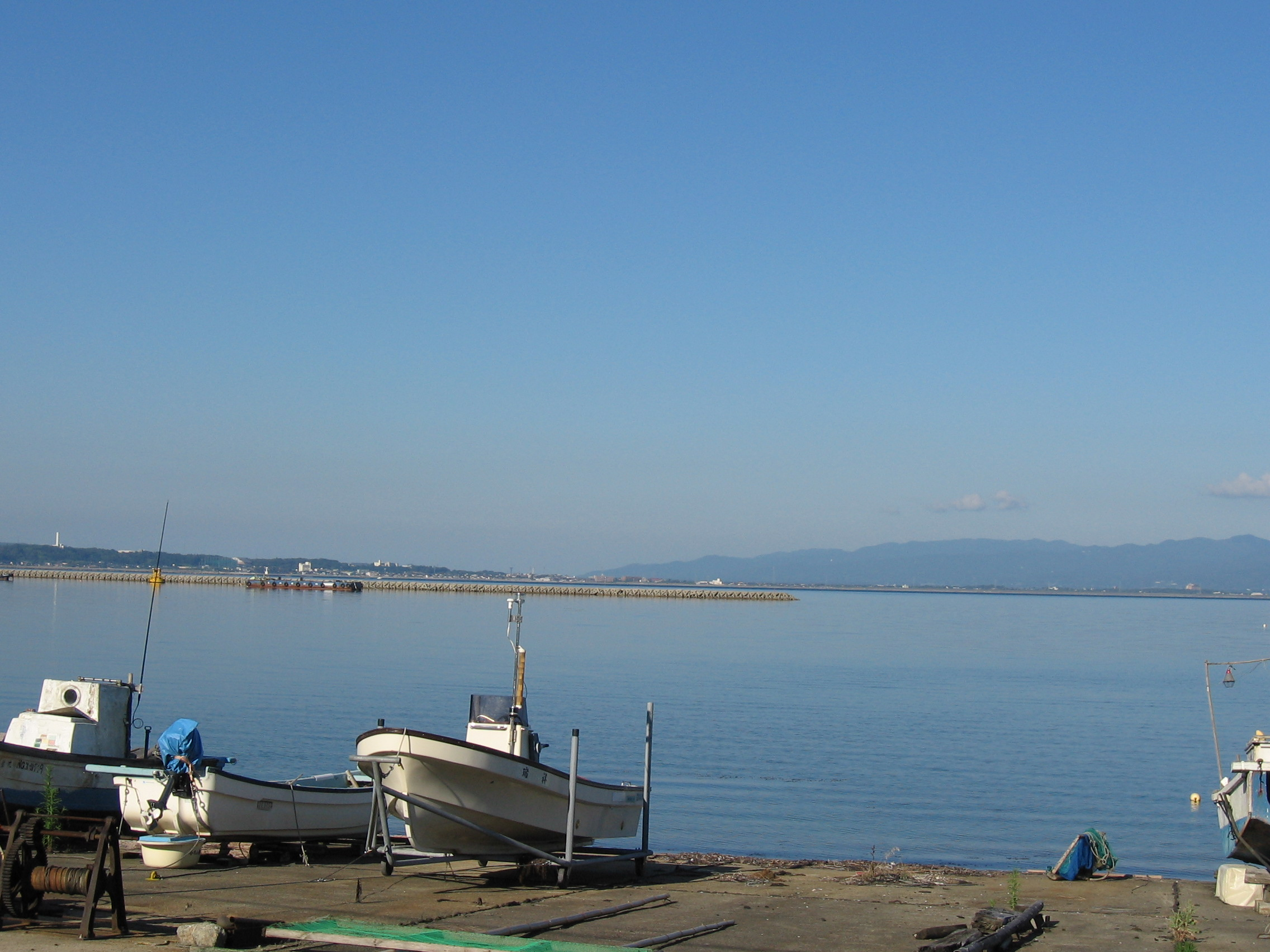
二見漁港から見た真野湾